# City FM Radio
City FM Radio fue una cadena generalista de radio española que emitió en Madrid y en diversas zonas del territorio nacional entre noviembre de 2004 y febrero de 2009.

## Breve introducción a su historia
Aparecía en el dial madrileño emitiendo en pruebas durante un breve tiempo desde el 95'3 de FM, ya que finalmente se ubicaría en el 97'5. Poseía un centro emisor de 8 kW. en Torrelodones (en sus inicios) y los estudios de El Burgocentro en Las Rozas de Madrid, modernizados y puestos a la vista del público, que podía observar la realización de sus programas. Con esto echó a andar la pequeña radio que aspiraba a convertirse en un medio de referencia a nivel nacional. La Corporación de Radios Locales se encargó de su producción contando con un equipo tomado del proyecto Eco Radio y de la recién desaparecida Radio Las Rozas. Su director general durante los cinco años de historia fue el periodista Juan Antonio Tirado, director del programa matinal de la cadena.
Contó durante su breve periplo por las ondas españolas con profesionales de reconocido prestigio tales como Pedro Pablo Parrado (en Goles), Juan Antonio Tirado (director de Tirado en la City),  Arantxa Moreno (directora de POPes80), José Luis Uribarri o Javier Castro-Villacañas, que se encontraban en la parrilla de esta emisora. Pretendía convertirse en una cadena de radios locales, tanto privadas como municipales.
No llegó a contar con la audiencia esperada en sus cinco años de historia, pero destacó por el periodismo de investigación que, desde sus ondas, realizaron Luis Manuel del Pino González, Juan Antonio Tirado y Javier Castro Villacañas en temas como el 11-M. Dentro de una competencia feroz de medios de comunicación que aspiraban a ser la referencia informativa en este tema, City FM realizó un espléndido trabajo, convirtiéndose así en el medio que mayor repercusión tuvo en el descubrimiento de las pruebas y la trama de los atentados. También se hicieron informativos en directo desde Londres con motivo de los atentados.
Colaboró en festivales como el Universong durante tres años consecutivos.
En Madrid llegó a emitir desde una frecuencia propia, dos municipales y varias emisoras (una en la capital y el resto en provincias) pertenecientes a una operadora de radiodifusión, consiguiendo durante unos meses una cobertura casi nacional. El elevado coste de estas emisiones no permitió la permanencia de la red durante mucho tiempo.
En los últimos meses, su cobertura fue reducida al municipio de Las Rozas de Madrid, al ser ocupado su punto del dial por otra emisora; para ahorrar costes se trasladarían a los antiguos estudios de Radio Las Rozas, desapareciendo finalmente en febrero de 2009, con muchas deudas a proveedores y también a casi todos sus empleados.

## Emisoras que emitían la producción de CityFM Radio
- Albacete 88.9 FM
- Alicante 96.7 FM  - Actualmente es TKO Gold Alicante
- Avilés 106.5 FM
- Castellón 102.5 FM
- Las Palmas de Gran Canaria 104.5 FM
- Logroño 103.6 FM
- Madrid capital 103.2 FM - Actualmente es Capital Radio (España), 103.2 FM
- Madrid Noroeste 97.5 FM - Actualmente es China FM Madrid, 97.5 FM
- Las Rozas 107,6 FM - 
  - 2004 a 2009 programación local de Radio Municipal Radio las Rozas y programación nacional City FM
  - 2009 a 2010 programación local de Radio Municipal Radio las Rozas y programación nacional de Interpop
  - 2010 a 2013 programación local de Radio Municipal Radio las Rozas y programación nacional de Radio Inter
  - De 2013 a 2019 todo el día radiofórmula musical "Más Música" sin locutores ni informativos, sin programación en directo...
  - Desde 2019 no emite nada en esta frecuencia
- Murcia 96.8 FM
- Oviedo y Gijón 100.6 FM - Actualmente es RPA, es la radio del Ente Público de Comunicación del Principado de Asturias y de la Radiotelevisión del Principado de Asturias (RTPA), 100.6 FM
- Pamplona 106.4 FM - Actualmente es Info 7 Irratia, 106.4 FM
- San Sebastián (Guipúzcoa) 95.9 FM - Actualmente es Radio Clásica San Sebastián, 95.9 FM
- Santa Cruz de Tenerife 1 88.1 FM, actualmente emite Canarias Radio
- Santa Cruz de Tenerife 2 88.3 FM - Actualmente es 7.7 Radio, 88.3 FM
- Santa Cruz de Tenerife 3 99.2 FM, actualmente emite Canarias Radio
- Santander 90.5 FM
- Toledo 96.3 FM - Actualmente es Cadena 100 Toledo, 96.3 FM
- Valladolid 106.3 FM - 
  - Hasta 2023 emitía Pepe Radio, 106.3 FM
  - Desde 2023 emite Vaughan Radio
- Vitoria (Álava) 96.5 FM - Actualmente es Europa FM Vitoria, 96.5 FM
- Zaragoza 93.1 FM - Actualmente es Rumba 93.1, 93.1 FM

88.9 FM en Albacete, 
96.7 FM en Alicante, 
106.5 FM en Avilés, 
102.5 FM en Castellón, 
104.5 FM en Las Palmas de Gran Canaria, 
103.6 FM en Logroño, 
103.2 FM en Madrid capital, 
97.5 FM en Madrid Noroeste, 
107.6 FM en Las Rozas, 
96.8 FM en Murcia, 
100.6 FM en Oviedo y Gijón, 
106.4 FM en Pamplona, 
95.9 FM en San Sebastián, 
88.1 FM en Santa Cruz de Tenerife 1, 
88.3 FM en Santa Cruz de Tenerife 2, 
99.2 FM en Santa Cruz de Tenerife 3, 
90.5 FM en Santander, 
96.3 FM en Toledo, 
106.3 FM en Valladolid, 
96.5 FM en Vitoria y 
93.1 FM en Zaragoza.
- Datos: Q5770533